# 乌训
乌训（1980年1月22日—），越南政治人物，色当族。越南共产党第十三届中央委员会候补委员、省委副书记、越南第十五届国会代表、昆嵩省第十五届国会代表团团长。